# Liste des accidents ferroviaires en France dans les années 1850
La liste des accidents ferroviaires en France dans les années 1850, est une liste non exhaustive, chronologique par années.

## 1852
- 1er mars 1852 - Sur la ligne de Lille à Calais de la Compagnie du Nord, dans les faubourgs de Calais, près de la gare de Saint-Pierre-les-Calais (aujourd'hui gare de Calais-Ville), une carriole s'engage à 9 heures 30 sur un passage à niveau resté ouvert alors qu'arrive une locomotive. La conductrice est broyée, son père gravement blessé, le cheval est indemne. Le garde-barrière, militaire en retraite, est inculpé de « meurtre par imprudence »[1].
- 11 novembre 1852 - En gare de Melun, le matin, un train venant de Paris déraille sur un chantier de voie et vient heurter la locomotive d'un train venant de Dijon. La collision fait un mort et quatorze blessés[2].

## 1853
- 18 septembre 1853 - Vers 4 heures 25, à Saint-Benoit, au sud de Poitiers, sur la ligne Bordeaux-Paris encore à voie unique, un train de marchandises venant de Bordeaux avec un retard de plusieurs dizaines d'heures heurte de front un train de voyageurs régulier venant de Paris. La collision fait six morts et une vingtaine de blessés. Le 28 novembre suivant, le tribunal correctionnel de Poitiers condamnera quatre responsables de la gestion du trafic à des peines de prison allant de 2 ans à 6 mois et à des amendes de 1500 à 300 F[3].
- 20 octobre 1853 - Sur la ligne Tours-Paris, à 20 heures, un train de voyageur venant de Bordeaux dont le mécanicien gêné par une tempête n'a pas vu les signaux d'arrêt, tamponne en gare de Beaugency l'arrière d'un train de marchandises. Le mécanicien et le chauffeur du train tamponneur sont tués, son conducteur[4] et 15 voyageurs sont blessés[5].

## 1855
- 9 septembre 1855 - À 19 heures 15, un kilomètre avant la gare Montparnasse, par suite d'une erreur d'aiguillage, un train de voyageurs venant de Versailles-Rive-Gauche entre en collision avec un convoi de marchandises. L'accident fait neuf morts et dix-sept blessés graves[6].

- 21 octobre 1855 -Sur la ligne de Paris à Lyon, vers quatre heures, le train hebdomadaire amenant de la Nièvre et de la Bourgogne les moutons et bœufs destiné à la consommation parisienne patine sur le rail rendu glissant par le brouillard dans la rampe de cinq pour mille située entre les gares de Moret et de Thomery. Alors qu'il se traîne à la vitesse d'un homme au pas, il est rattrapé par l'express Lyon-Paris, dont la Crampton le percute à environ 65km/h et défonce son fourgon de queue et la voiture de voyageurs transportant les vingt-sept personnes convoyant les bestiaux. L'accident fait seize morts et six blessés[7]. Le 26 novembre 1855, le Tribunal correctionnel de Fontainebleau condamnera à deux ans de prison et 500 francs d'amende le chef du train tamponné pour n'avoir pas réglementairement couvert son train en détresse[8].

## 1858
- 6 septembre 1858 à 22 h 12 - Le Vésinet : Ligne Paris - Saint-Germain-en-Laye : la rame de St-Germain descendant par gravité la partie "atmosphérique" de la ligne, heurte, à la suite d'un ennui de frein, le tender et la locomotive qui attendaient sur la voie pour emmener la rame vers Paris St-Lazare. La collision fait trois morts dans la première voiture : le serre-frein et deux voyageurs[9].